# Nebennierenhyperplasie
Eine Nebennierenhyperplasie ist eine Hyperplasie der Nebennieren.
Es gibt verschiedene Formen:
- beidseits:
  - physiologische Vergrößerung im Neugeborenenalter[2]
  - erworben bei vermehrter Ausschüttung von ACTH, bei einem ACTH-produzierendem Hypophysenadenom oder Morbus Cushing[3]
  - angeboren (Kongenitale Nebennierenhyperplasie) (CAH) unter dem Bild eines Adrenogenitalen Syndromes (AGS) bei einer Reihe von Genmutationen
- ein- oder beidseits:
  - Conn-Syndrom mit Conn-Adenom
  - Tumoren wie Phäochromozytom, Ganglioneurom oder Nebennierenkarzinom, Carney-Komplex oder Aldosteronom Primärer Hyperaldosteronismus[1]